# کتابخانه فولجر شکسپیر
کتابخانه فولجر شکسپیر یک کتابخانه مستقل است که در محله کپیتال هیل واشینگتن واقع شده‌است. این کتابخانه یکی از بزرگ‌ترین مجموعه آثار چاپی ویلیام شکسپیر را در خود جای داده‌است و یک مخزن اصلی آثار نادر از دوران مدرن (۱۵۰۰ تا ۱۷۵۰) است. هنری کلای فولجر تأمین مالی آن را به همراه همسرش امیلی جردان انجام داد و در سال ۱۹۳۲ افتتاح شد.
این کتابخانه برنامه‌های علمی برجسته را به معلمان آموزش دربارهٔ شکسپیر ارائه می‌دهد. این مکان شامل تئاتر فولگر است که قطعاتی با الهام از رپرتوار شکسپیر ارائه شده‌است. رویدادهای دیگری نیز در آنجا ارائه می‌شود مانند: شعر، موسیقی، نمایشگاه، سمینار، همایش و برنامه‌های مشابهی نیز به صورت افتخاری در آنجا اجرا می‌شود. این کتابخانه همچنین نسخه‌های نمایشنامه‌های شکسپیر را در کتابخانه فولگر در قالب مجله، کتاب‌های منابع آموزشی و کاتالوگ‌های نمایشگاه منتشر می‌کند. کتابخانه فولجر همچنین در زمینه حفظ اشیاء کمیاب تخصص خاصی را ارائه داده‌است.
این کتابخانه یک شرکت خصوصی است که توسط معتمدان کالج آمهرست اداره می‌شود. ساختمان کتابخانه در فهرست ثبت ملی مکان‌های تاریخی درج شده‌است.

## پیوند به بیرون

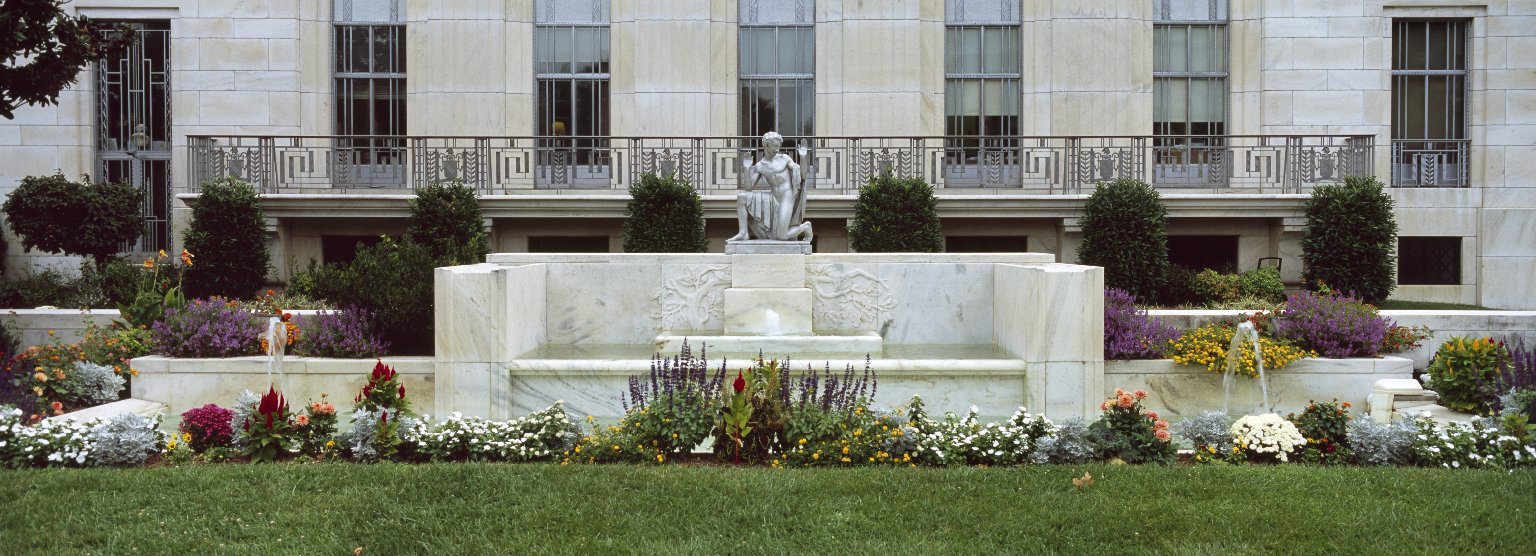
نمای غربی ساختمان
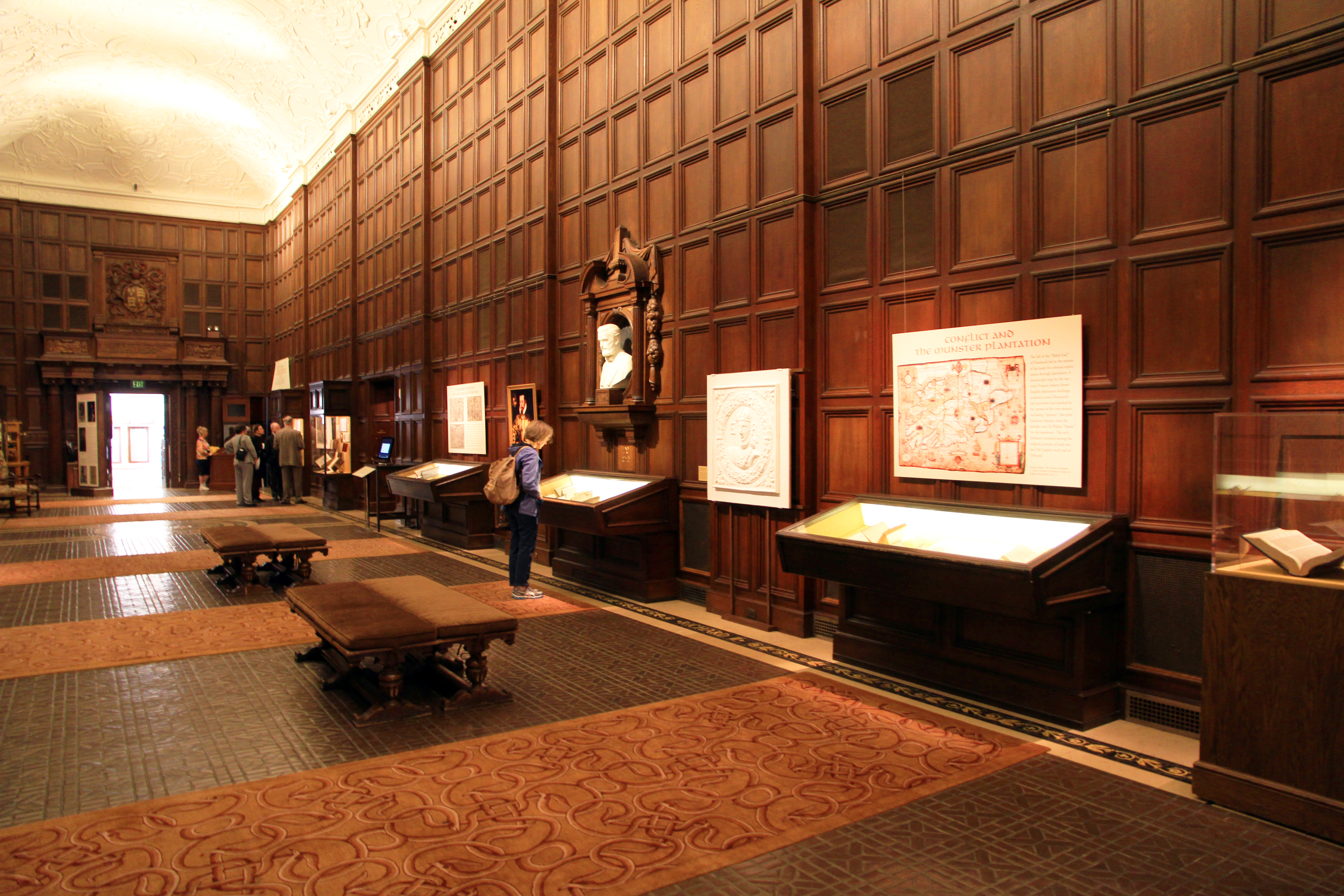
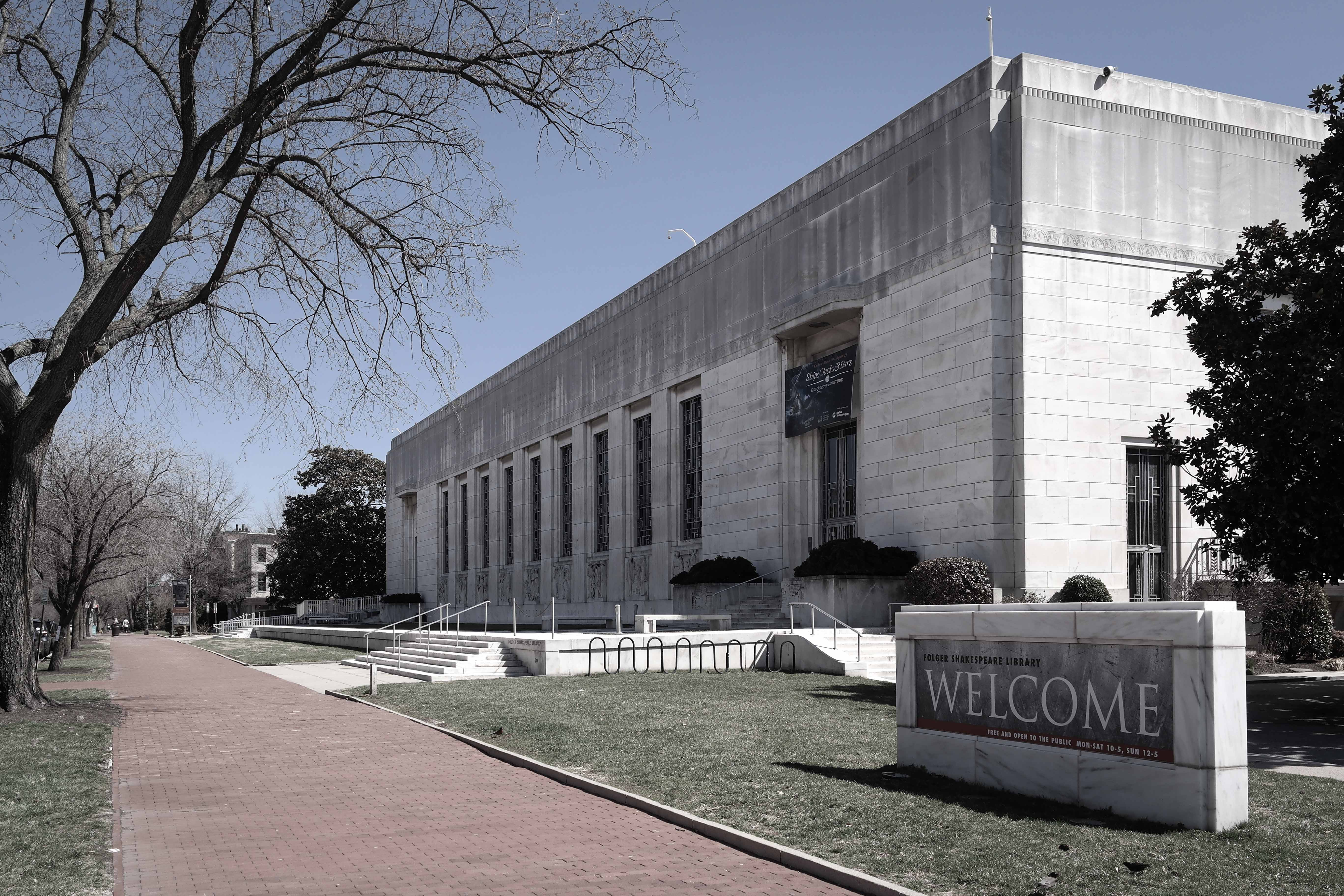
نمای بیرونی
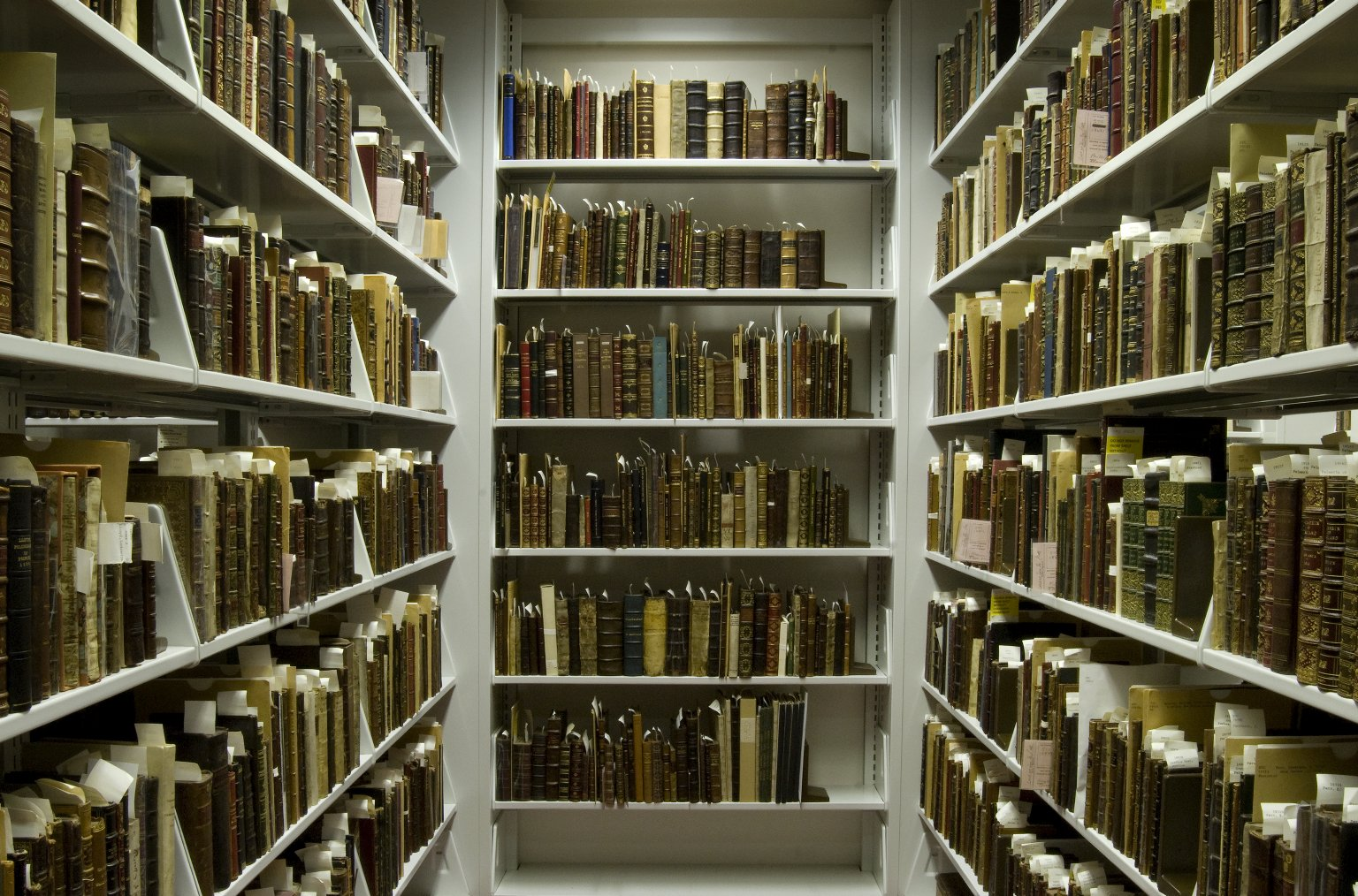
کتب نادر
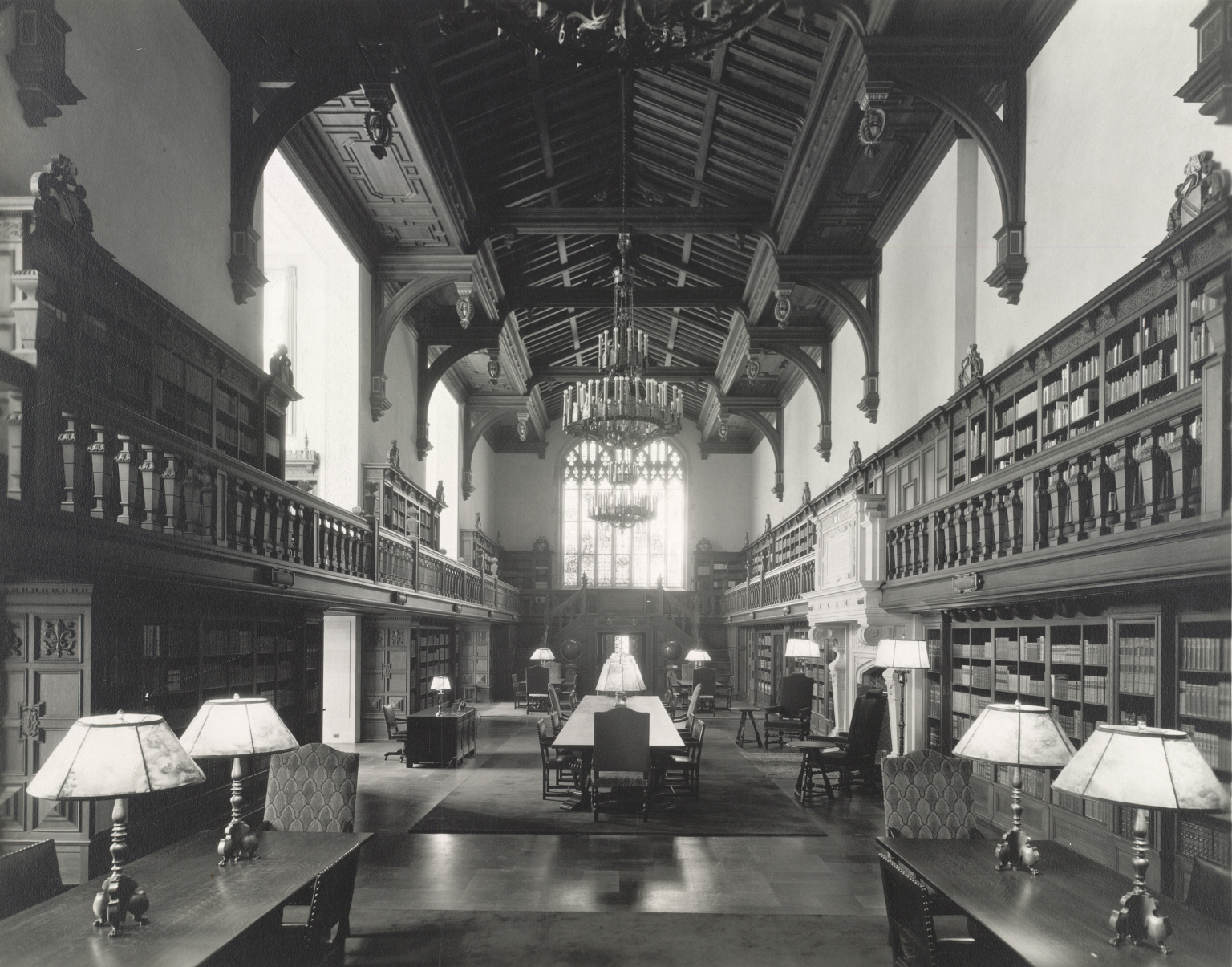